# Il mondo piange
Il mondo piange è un singolo della cantante pop italiana Irene Fornaciari, pubblicato il 17 febbraio 2010 dall'etichetta discografica Universal.
La canzone, scritta dalla Fornaciari insieme al padre Adelmo (Zucchero) e Damiano Dattoli, è stata incisa anche in una versione insieme al noto gruppo dei Nomadi riscuotendo un discreto successo. È stata presentata dalla cantante insieme ai Nomadi nella categoria "Artisti" del Festival di Sanremo 2010, arrivando fino alla serata finale e classificandosi 6ª.
La canzone arriva alla posizione numero 11 della classifica italiana.
Durante la serata dei duetti prevista dal regolamento del festival è stata eseguita insieme a Mousse T. e Suzie Furlonger.
Il brano è stato inserito nel terzo album della cantante, l'eponimo Irene Fornaciari.
Il brano è stato definito dalla discografica Mara Maionchi un capolavoro, sia come costruzione musicale, sia come pezzo.

## Tracce
1. Il mondo piange (feat. Nomadi) - 3:50

## Classifiche
| Classifica (2010) | Posizione massima |
| ----------------- | ----------------- |
| Italia            | 11                |

### Classifiche di fine anno
| Classifica (2010) | Posizione |
| ----------------- | --------- |
| Italia            | 98        |